# Arel·li Fusc
Arel·li Fusc (en llatí Arellius Fuscus) va ser un retòric romà de rang eqüestre que va florir al final del regnat d'August. Va perdre el seu rang per un escàndol del qual no es coneixen detalls.
Va ser mestre d'Ovidi, del filòsof Papiri Fabià i d'altres. Els seus discursos eren normalment en grec. Sèneca descriu el seu estil com més brillant que sòlid, antitètic més que eloqüent. Entre les seves obres hi ha un elogi a Ciceró. El seu rival en oratòria va ser Porci Latró i els seus estils era completament oposats. Plini retreu a Fusc que portés anells de plata.
Arel·li Fusc tenia un fill del mateix nom que també va ser un retòric i el nom d'un dels dos era Quint (Quintus) però no se sap de quin dels dos es tracta. Sèneca menciona el gran com a Arellius Fuscus pater.